# KKHJ-FM
KKHJ-FM（93.1 FM）是位于美属萨摩亚的一个广播电台，主要播放成人当代音乐，在1999年11月开播。发射地位于帕果帕果，覆盖整个美属萨摩亚，属于南海广播公司。其中KKHJ-FM的呼号于2007年6月27日由美国联邦通信委员会确定。

## 其他频率
| 呼号   | 频率    | 发射地  | 功率 |
| K229BG | 93.7MHz | Pavaiai | 10W  |